# 田寮区

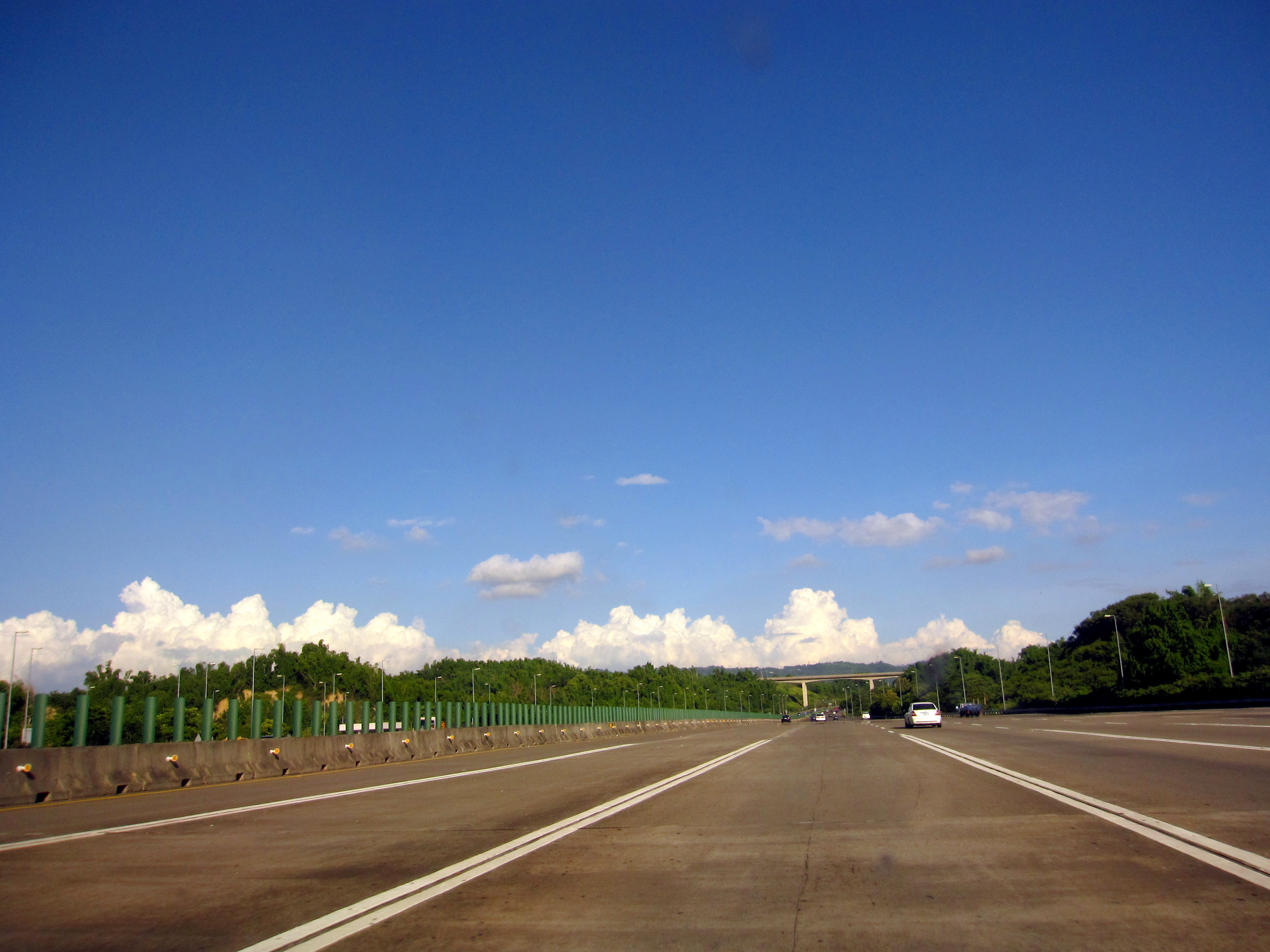
旧田寮TB南側のフォルモサ高速道路

アオ/でんりょう-く）は、高雄市の市轄区。

## 地理
田寮区は高雄市北西部に位置し、北は台南市龍崎区、関廟区と、東は旗山区と、西は岡山区、阿蓮区と、西北は内門区と、南は燕巣区とそれぞれ接している。四面を山に囲まれた環境であり、区内は起伏に富んだ丘陵地帯となり、二層行渓の支流が流れており、産業に不利な地勢となっている。

## 歴史
田寮は、鄭氏政権時代に援剿右が屯田を行い開拓した土地である。その時期、居民の多くは田中に簡単な住居（寮舍）を築いたことから「田寮」の名が付いた。日本統治時代の1920年の台湾地方改制の際、この地に「田寮庄」が設けられ高雄州岡山郡の管轄となった。台湾の中華民国への編入後に高雄県田寮郷に改編、2010年12月25日に高雄県が高雄市に編入されたことに伴って田寮区となり、現在に至る。

## 行政区
| 里                                                                             |
| ------------------------------------------------------------------------------ |
| 鹿埔里、古亭里、崇徳里、西徳里、南安里、三和里、大同里、田寮里、七星里、新興里 |

| 田寮区行政区画                                                                    |
| 西 徳 里 古 亭 里 崇 德 里 三和里 鹿埔里 南 安 里 大同里 新興里 田 寮 里 七 星 里 |

## 歴代区長
| 代 | 氏名 | 退任日 |
| -- | ---- | ------ |

## 教育

### 国民中学
- 高雄市立田寮国民中学

### 国民小学
- 高雄市立崇徳国民小学
- 高雄市立崇徳国民小学古亭分校
- 高雄市立新興国民小学
- 高雄市立新興国民小学田寮分校

## 交通
| 種別 | 路線名称                   | その他   |
| ---- | -------------------------- | -------- |
| 国道 | 国道3号 フォルモサ高速道路 | 田寮IC   |
| 省道 | 台28線                     | 旗六公路 |

## 観光

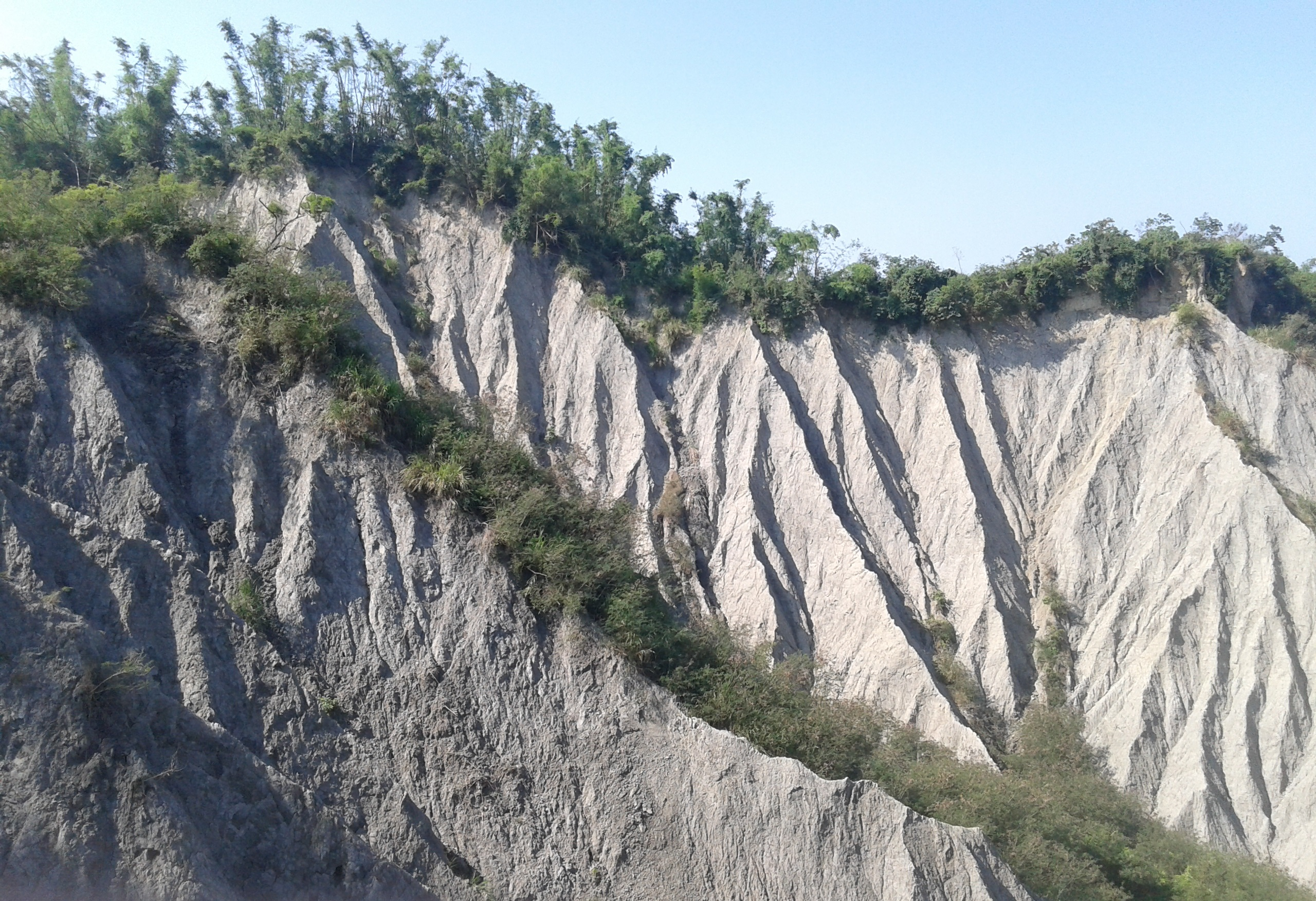
田寮月世界の悪地地形

- 田寮月世界
- 寧静海
- 寧静湖
- 太陽谷
- 大崗山温泉
- 田寮泥火山
- 呂家古厝
- 南路下発天宮
- 小滾水峰月宮
- 小滾水泥火山群
- 日月禅寺
- 弦月潭
- 翠幻谷

## 姉妹都市・提携都市[1]
- 竹田市（ 九州・沖縄地方 大分県）
  - 2017年1月13日 友好交流都市提携